# Квітохвісник Арчера
Квітохвісник Арчера (Clathrus archeri (Berk.) Dring) — гриб родини веселкові (Phallaceae). Корінний вид у материковій Австралії й Тасманії, а в Європі й Північній Америці він інтродукований. У мовах країн, де росте цей гриб, його назва асоціюється з восьминогом (англ. Octopus Stinkhorn), каракатицею (нім. Tintenfischpilz, нід. inktviszwam) або ж із квіткою (чеськ. květnatec, пол. kwiatowiec, рос. цветохвостник). Гриб трапляється в західній частині України. Був занесений до третього видання Червоної книги України. З 2021 року виключений з неї.

## Морфологічна характеристика
Молоді плодові тіла грушо- або яйцеподібні, 3-5 см в діаметрі, вкриті білим перидієм. У молодому віці (на стадії яйця) гриб можна сплутати з веселкою смердючою, від якої він відрізняється червоними ризоморфами, а також рожевими судинами у розрізі. З часом рецептакул розриває оболонку, і проростає у вигляді 4-6 лопатей. Лопаті спочатку з'єднані при вершині, але швидко роз'єднуються і розстилаються, внаслідок чого гриб набуває зіркоподібного вигляду, нагадуючи квітку діаметром 10-15 см. Дорослий гриб має сильний, неприємний запах падла, що приваблює комах, які допомагають поширювати спори. Спори 6,5 x 3 мкм, вузькоциліндричні. Споровий порошок оливкового кольору.

## Екологія та поширення
Квітохвісник Арчера — сапротроф. Росте на кислих ґрунтах у листяних та мішаних лісах. Зрідка трапляється на луках та в парках. Плодові тіла формує з липня по вересень.